# Acrochordum scabrum
Acrochordum scabrum är en mångfotingart som först beskrevs av Karl Wilhelm Verhoeff 1927.  Acrochordum scabrum ingår i släktet Acrochordum och familjen Trachygonidae. Inga underarter finns listade i Catalogue of Life.